# Hydriomena pluripunctata
Hydriomena pluripunctata là một loài bướm đêm trong họ Geometridae.